# Manuel Faria Guimarães

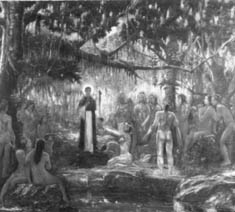
Evangelho na selva, da coleção Museu Histórico Nacional.

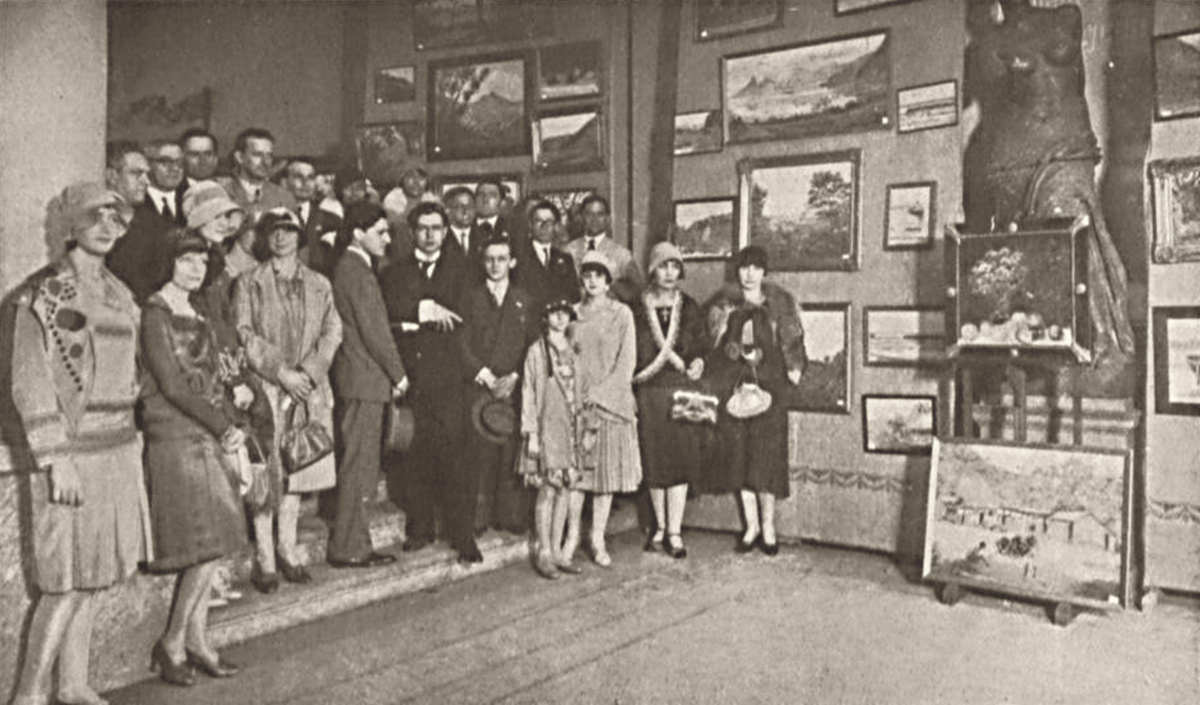
Exposição do pintor no Liceu de Artes e Ofícios, 1928.

Manuel Faria Guimarães (Rio de Janeiro, 1895 - Rio de Janeiro, 1980) foi um pintor e desenhista brasileiro que através de sua obra interpretou a beleza da paisagem carioca.

## História
Em 1909, iniciou seus estudos de arte no Liceu de Artes e Ofícios onde teve Eurico Alves como mestre. Quatro anos depois transferiu-se para a Escola Nacional de Belas Artes frequentando as classes de João Batista da Costa, Lucílio de Albuquerque e Rodolfo Chambelland.
Ocupou a cadeira 9 da Academia Brasileira de Belas Artes.